# كرفس (قرية)
قرية كرفس  هي قرية سورية تبعد 43 كيلومتراً شرق مدينة طرطوس السورية في سلسلة الجبال الساحلية.
تبعد عن اقرب منطقة جنينة رسلان حوالي 7 كم وتفصلها عن مدينة الدريكيش 9كم، ذات اطلالة رائعة وطبيعة ريفية رائعة الجمال، علاقات أهل الريف ما زالت قائمة بها شهدت منذ سنوات قليلة حركة عمرانية ورجوع بعض المغتربين إليها.
تتكون كرفس من عدة حارات بإطلالات مختلفة (صورة).
عين الضيعة -( الحارة الغربية قديما, حارة بيت عروس حاليا ) - الدريسية - حارة الميسرة - الحارة الشرقية - عين الدير.
تشتهر بزراعة الزيتون والكرمة والحمضيات.
صورة من الفضاء خاصة لــ  wikimapia